# Deinogalerix
Deinogalerix — рід викопних ссавців родини їжакових (Erinaceidae), що існував в міоцені (10 млн років тому).

## Опис

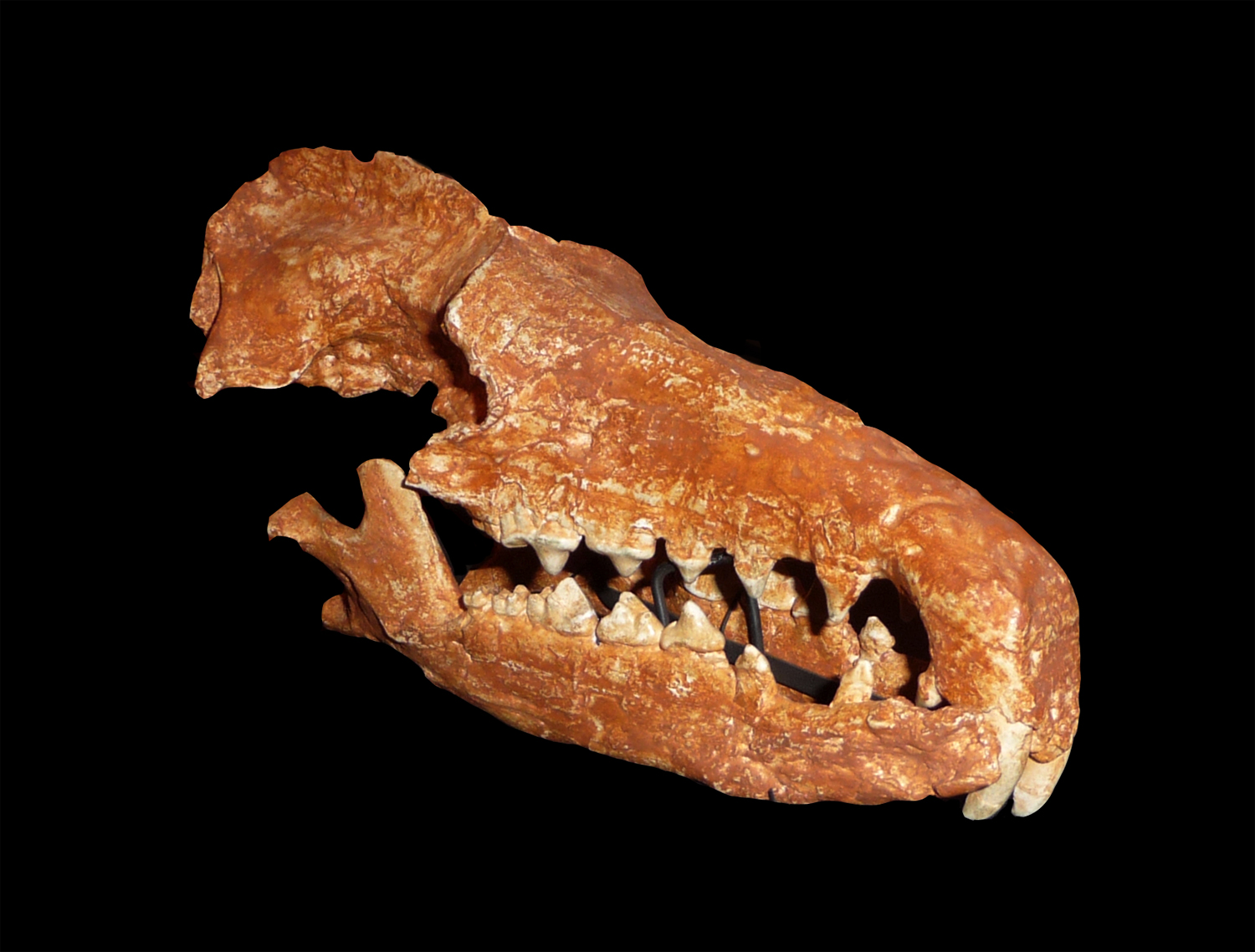
Череп Deinogalerix koenigswaldi

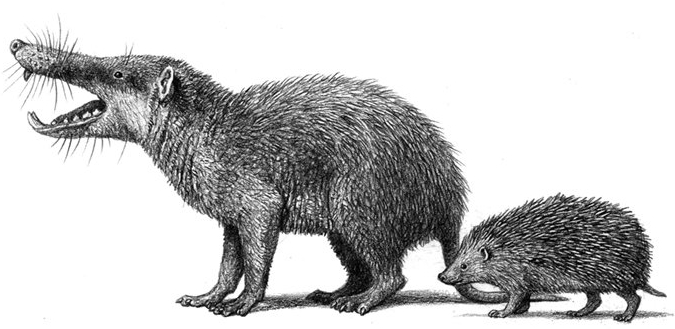
Реконструкція Deinogalerix koenigswaldi у порівнянні з сучасним Erinaceus europaeus

Deinogalerix сягав 60 см завдовжки й був у 5 раз важчий за сучасного їжака. Мав довгий хвіст та довгу морду. У хутрі було більше шерсті ніж колючок.

## Поширення
Скам'янілі рештки представників роду знайдені в Італії, територія якої в міоцені являла собою групу дрібних островів.

## Спосіб життя
Дослідники вважають, що види Deinogalerix були комахоїдними, живились, в основному, безхребетними (жуки, бабки, прямокрилі і, можливо, навіть равлики). Проте, великі види, можливо, також полювали інших дрібних ссавців, рептилій і птахів. Займали екологічну нішу, аналогічну сучасних малих кішок або собак, без конкуренції з іншими хижаками, крім гігантської сови Tyto gigantea.

## Класифікація
У роді описано 6 видів:
- †Deinogalerix koenigswaldi Freudenthal, 1972типовий
- †Deinogalerix minor Butler, 1980
- †Deinogalerix intermedius Butler, 1980
- †Deinogalerix freudenthali Butler, 1980
- †Deinogalerix brevirostris Butler, 1980
- †Deinogalerix masinii Villiera, 2013